# 香港特別行政区の選挙制度の改善に関する全国人民代表大会の決定
香港特別行政区の選挙制度の改善に関する全国人民代表大会の決定（ホンコンとくべつぎょうせいくのせんきょせいどのかいぜんにかんするぜんこくじんみんだいひょうたいかいのけってい、中: 全国人民代表大会关于完善香港特别行政区选举制度的决定）は、香港特別行政区の政治制度改革の基本方針を定めた中華人民共和国全国人民代表大会の決定。
2021年3月11日の第13期全国人民代表大会第4回会議で採択され、本決定によって、香港特別行政区基本法の付属文書（一）の『香港特別行政区行政長官の選出方法』と付属文書（二）の『香港特別行政区立法会の選出方法および表決手続』を改正する権限が全国人民代表大会常務委員会に付与されることになった。

## 決定採択までの経緯

### 前史
1997年の香港返還後、香港では高度な自治権を持つ一国二制度が運用されてきたが、2019年に香港域外への容疑者引渡しを可能にする逃亡犯条例の改正案に反対する抗議デモが勃発し、収拾する見通しはなかった。
こうした事態を受けて中国共産党指導部は香港への統制強化の方針を打ち出し、2020年5月の第13期全国人民代表大会第3回会議で香港特別行政区が国家安全を守るための法律制度と執行メカニズムの確立・健全化に関する全国人民代表大会の決定を採択し、翌6月には中華人民共和国香港特別行政区国家安全維持法を成立させたほか、11月には全国人民代表大会常務委員会で香港特別行政区立法会議員の資格問題に関する全国人民代表大会常務委員会の決定を採択し、「香港独立運動を支持するなどした者」から立法会議員の資格を剥奪することを決定した。

### 第13期全国人民代表大会第4回会議
2021年2月27日から28日まで開かれた第13期全国人民代表大会常務委員会（全人代常務委員会）第26回会議は国務院が提出した『香港特別行政区の選挙制度の改善に関する国務院の報告』の説明を聴取し、審議を行った。
国務院の報告を受けて全国人民代表大会常務委員会法制工作委員会は『香港特別行政区の選挙制度の改善に関する全国人民代表大会の決定』の起草を完了し、全人代常務委員会の審議に付した。全人代常務委員会会議は草案の審議を行い、3月5日開幕の第13期全国人民代表大会第4回会議に提出することを決定した。
全人代の開幕を目前に控えた2021年3月4日に全人代で審議される議案について内外メディアに説明する記者会見が行われた。席上、全国人民代表大会外事委員会（外交委員会）主任委員の張業遂は全人代で香港の選挙制度を改善する旨を規定した本決定の草案を審議すると明らかにし、『「愛国者による香港統治（愛國者治港）」によって一国二制度は貫徹されるべきだ』と説明した。
決定案は全人代初日の3月5日の全人代会議で全人代常務委員会副委員長の王晨による趣旨説明が行われた後、全人代会議の3回の審議を経て修正され、3月11日の全人代会議で採決が行われ、賛成2,895票、反対0票、棄権1票で採択された（後述）。

### 採決結果
本決定案は3月11日午後の全人代会議で『全国人民代表大会常務委員会提出議案「香港特別行政区の選挙制度の改善に関する全国人民代表大会の決定（草案）の採択について」（《全国人民代表大会常务委员会关于提请审议〈全国人民代表大会关于完善香港特别行政区选举制度的决定（草案）〉的议案》）』として採決にかけられ、以下の結果で採択された。
| 採決議案 | 賛成   | 反対 | 棄権 | 未按表决器 | 欠席 | 出席代表通過率 | 法定投票率 |
| --- | ------ | ---- | ---- | ---------- | ---- | -------------- | ---------- |
| 全国人民代表大会常務委員会提出議案「『香港特別行政区の選挙制度の改善に関する全国人民代表大会の決定（草案）』の採択について」 | 2895票 | 0票  | 1票  | 0人        | 57人 | 99.97%         | 97.15%     |

## 決定の内容
第13期全国人民代表大会は中華人民共和国憲法と香港特別行政区基本法、香港国家安全維持法の規定に基づき、以下の如く決定する。
1. 香港の選挙制度を改革し、『「愛国者」を主体とする「香港人による香港統治（港人治港）」』を確実にする。
2. 選挙委員会は、行政長官候補者と立法会議員の大部分の候補者を選出し、行政長官候補者と立法会議員の全ての候補者を指名する責任を有する。選挙委員会は企業・産業界、専門職、社会団体などの関係者、各級議会議員からなり、定数は現行の1200人から1500人に増員する。
3. 行政長官候補者は、選挙委員会委員のうちの188人以上、および5つの部門別委員のうち、15人以上の委員が共同で指名する必要がある。
4. 立法会の定数は現行の70人から90人に増員し、選挙委員会選出枠、職能団体枠、地区直接選挙枠の3つの方法で選出する。
5. 選挙委員会委員候補者、行政長官候補者、立法会議員候補者の資格を審査する責任を負う候補者資格検討委員会を設立し、候補者の資格が香港特別行政区基本法、香港国家安全維持法、中華人民共和国香港特別行政区基本法第104条の解釈に関する全国人民代表大会常務委員会の決定並びに香港特別行政区立法会議員の資格問題に関する全国人民代表大会常務委員会の決定、香港特別行政区における関連の法律に適合していることを確認するための完全な資格審査システムを整備する。
6. 香港特別行政区基本法の付属文書（一）『香港特別行政区行政長官の選出方法』と付属文書（二）『香港特別行政区立法会の選出方法および表決手続』を改正する権限を全国人民代表大会常務委員会に付与する。
7. 香港特別行政区は本決定と、全国人民代表大会常務委員会によって改正された香港特別行政区基本法付属文書（一）及び付属文書（二）に従って、香港特別行政区における関連の法律を改正するものとする。
8. 行政長官は、選挙制度の策定状況や選挙組織などの重要事項についての報告書を中央人民政府に提出するものとする。

## 全人代常務委員会による選挙制度変更の決定
2021年3月11日に本決定が採択された後、全人代常務委員会では本決定によって香港基本法付属文書（一）及び付属文書（二）の改正権限が付与されたことから、選挙制度変更に向けた手続きがとられた。
2021年3月22日には全人代常務委員会委員長・栗戦書の主宰によって第13期全人代常務委員会第88回委員長会議が開催され、3月29日から30日までの会期で第13期全人代常務委員会第27回会議を開催し、委員長会議で起草された香港基本法付属文書（一）及び付属文書（二）を改正する議案を審議することを決定した。
2021年3月30日、全人代常務委員会は全会一致（167票）で香港基本法付属文書（一）（二）の改正案を可決。習近平国家主席（党総書記・最高指導者）が国家主席令第75号及び第76号に署名して即日公布、3月31日施行と発表された。

### 全人代常務委員会による選挙制度変更案の骨子
- 付属文書（一）

1. 選挙委員会の定員を1500人に増員。
2. 行政長官候補は、選挙委員のうち188人以上でかつ選挙委員会の5つのセクターごとに最低15人以上の推薦が必要であり、選挙委員の750票を超える得票で選出。
3. 選挙委員会候補、行政長官候補は「資格審査委員会（中国語版）」の審査を受けなければならない。

- 付属文書（二）

1. 香港立法会の定員を70人から90人に増員。内枠は選挙委員会枠40、職能団体枠30、地区直接選挙枠20。
2. 地区直接選挙枠は選挙区を10に分け選挙区ごとに2名選出。
3. 立法会候補者の資格を審査する「資格審査委員会（中国語版）」を新設し、立候補者は選挙委員会の推薦を得なければならない。
4. 立法会の評決について、政府提案については出席議員の過半数、議員提案議案や議員による政府提案の修正動議については選挙委員会枠、職能団体枠、地区直接選挙枠の各枠ごとに出席議員の過半数の賛成が必要。